# 里德县

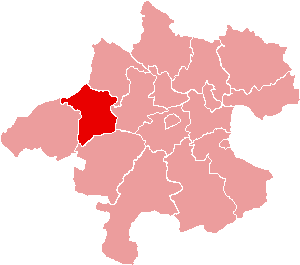
因克赖斯地区里德县在上奥地利州的位置

里德县（德語：Bezirk Ried）是奥地利上奥地利州所辖的一个县。总面积585.0平方公里，总人口585，人口密度1人/平方公里（2001年）。行政中心位于因河地区里德。

## 行政区域
里德县辖有36个市镇。